# Gradussen

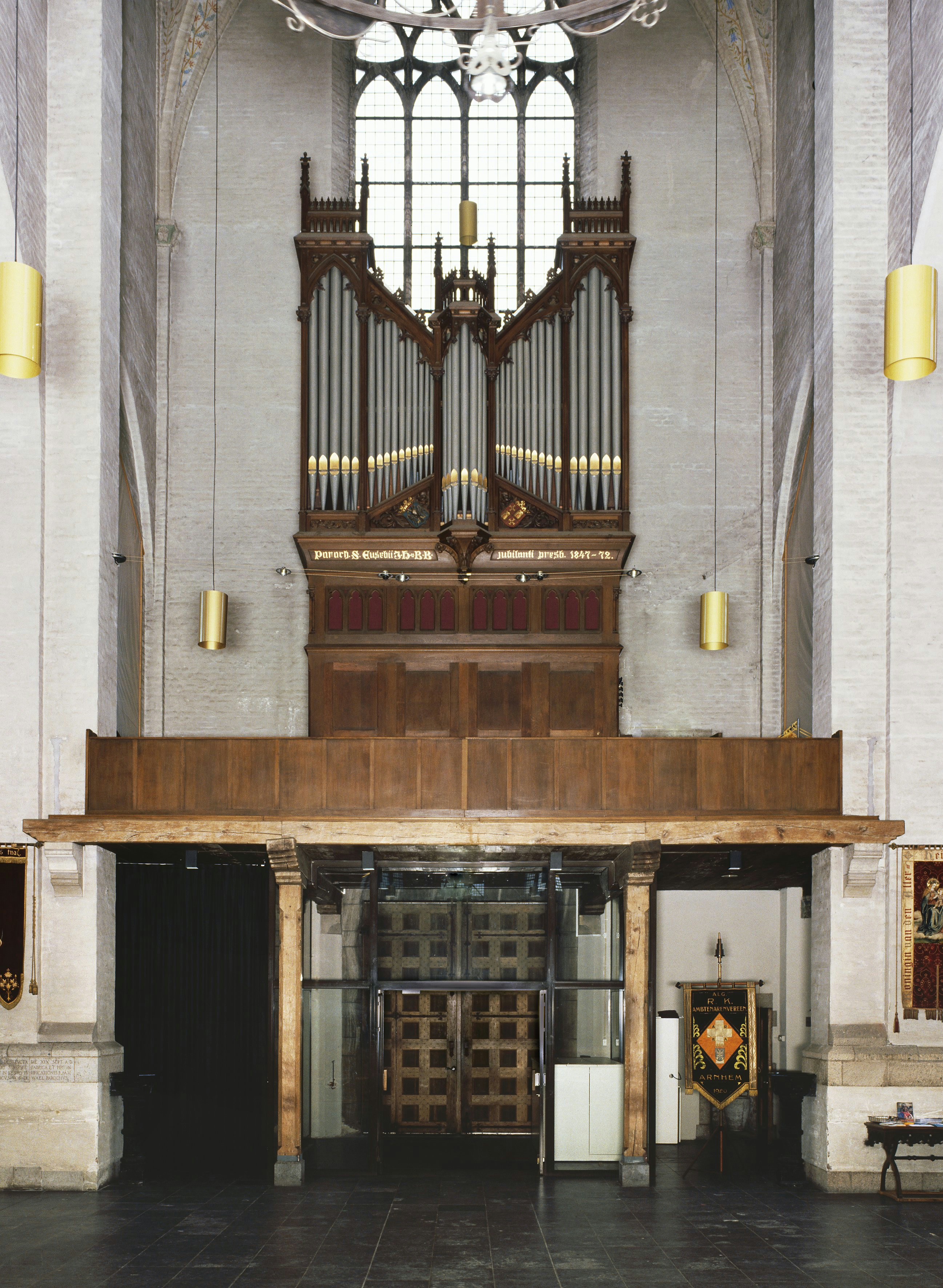
Gradussen-orgel in de Sint-Walburgisbasiliek te Arnhem, afkomstig uit de gesloopte Kleine Eusebiuskerk

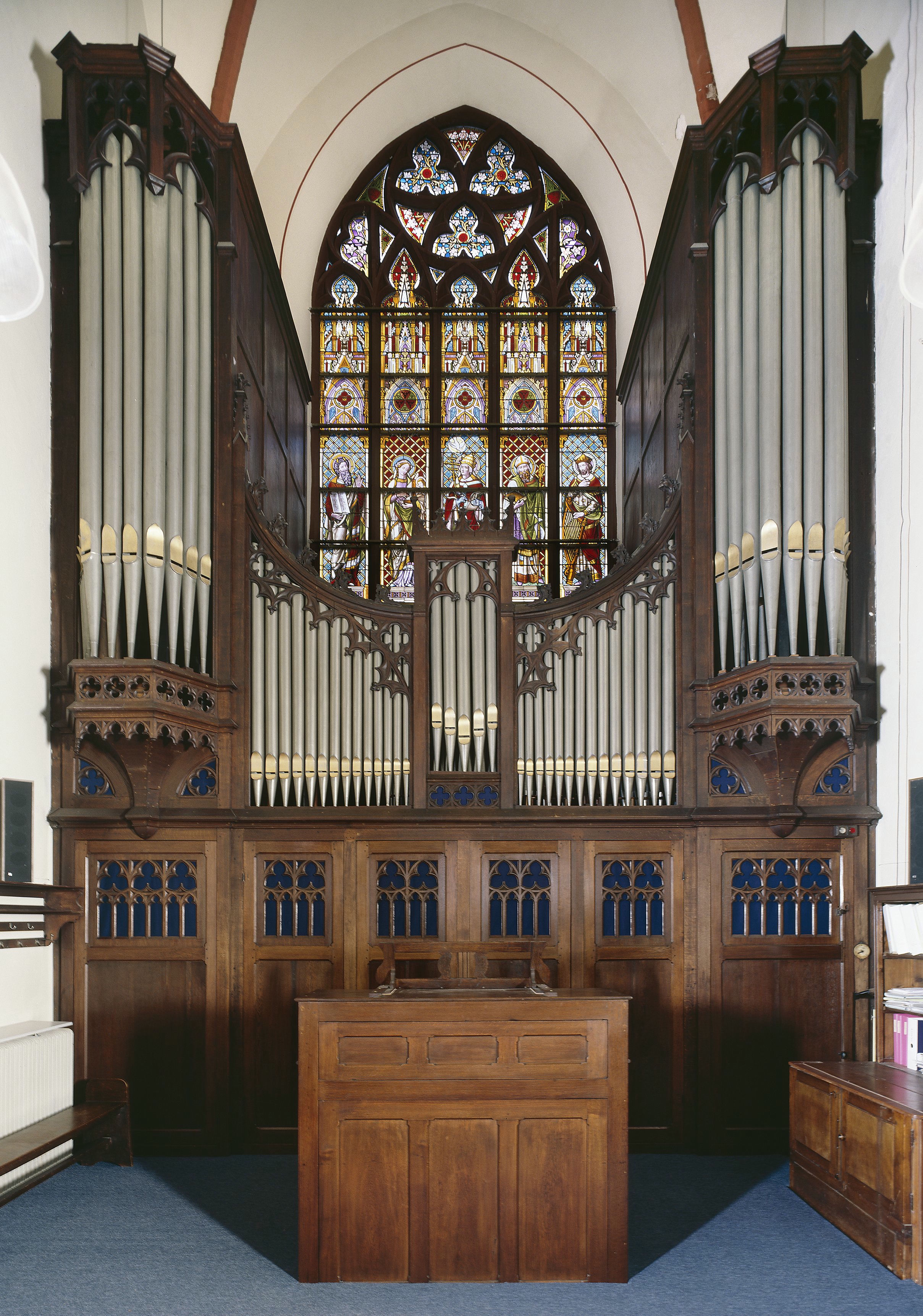
Gradussen-orgel in de Sint-Martinuskerk (Arnhem)

De familie Gradussen is een familie uit Winssen die drie orgelbouwers heeft voortgebracht.

## Gradus Gradussen
Gradus Gradussen (Afferden, 16 februari 1798 - Winssen, 30 mei 1880) vestigde zich in 1830 te Winssen, de woonplaats van zijn echtgenote, Petronella van Welie. In 1831 werd hun zoon Willem geboren en in 1839 hun zoon Henricus (Hend).
Gradus begon als timmerman, ontwierp kerkmeubilair en ontwikkelde zich tot architect en orgelbouwer. Als architect ontwierp hij de volgende gebouwen:
- Pastorie van Ewijk
- Pastorie van Deest
- Sint-Antonius-Abtkerk te Wijchen
- Waterstaatskerk van Beuningen, later gesloopt
- Kerk van Deest, verwoest tijdens de Tweede Wereldoorlog

In 1851 bouwde hij bovendien een orgel, en wel voor de Hervormde kerk van Beuningen. Dit werd in 1997 uit de kerk verwijderd en later in de kerk van Zuiderwoude geplaatst. Met de bouw van dit orgel legde Gradussen de grondslag voor de orgelfabriek die zijn zonen Willem en Hend zouden gaan leiden. Hij werd later nog wethouder van de toenmalige gemeente Ewijk. 

## Gebroeders Gradussen
Het bedrijf met de naam Gebrs. Gradussen. Orgelfabrikanten. Winssen bij Nijmegen was actief van 1866 tot 1907. Er werden 37 kerkorgels gebouwd. Het eerste orgel werd geplaatst in de door Gradus ontworpen kerk van Deest, maar kerk en orgel werden in 1945 verwoest door oorlogshandelingen. Het tweede orgel (1867) vond zijn weg naar de Hervormde kerk aan de Kattenburg te Druten. Ook werden orgels gebouwd voor kerken te Meppel, Wageningen, Wervershoof, Groenlo, Veenendaal, Schiedam, Winschoten, Appeltern en Megen. De grootste orgels werden gebouwd voor drie kerken in Arnhem: de Kleine Eusebiuskerk (1875), de Sint-Walburgiskerk (1883),  en de Sint-Martinuskerk (1890). Dat van de Sint Walburgiskerk werd in 1944 bij de Slag om Arnhem verwoest, maar die kerk kreeg in 1986 het grotendeels identieke Gradussen-orgel van de voor sloop bestemde Kleine Eusebiuskerk.     
In de Sint-Blasiuskerk te Beckum bevindt zich een orgel uit 1887, waarvan in 2009 op grond van tal van kenmerken werd ontdekt dat het waarschijnlijk ook door Gradussen is gebouwd en niet door Michaël Maarschalkerweerd, zoals lange tijd is gedacht. Het naambordje Maarschalkerweerd Utrecht dateert niet uit de tijd van de bouw van het orgel, maar is pas bij de restauratie in 1981 aangebracht.